# AK–103
Az AK–103 orosz gyártmányú gépkarabély, amelyet az AK–74M típusú gépkarabély alapján fejlesztettek ki és a 7,62×39 mm-es M43 jelzésű köztes lőszert tüzeli, hasonlóan a korábbi AKM gépkarabélyhoz.

## Leírás
A fémrészek ellenálló védőréteggel vannak bevonva a korrózió ellen. Az előagy, tölténytár, markolat és a puskatusa erős műanyagból készült.
Az AK–103 kompakt változata az AK–104. Csőszájfékje a korábbi AKSZ–74U kompakt gépkarabélytól származik. Ugyancsak a 7,62×39 mm-es köztes lőszert tüzeli.

## Változatok

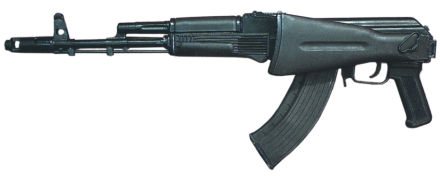
AK–103 behajtott puskatusával

### AK–103
Alap automata változat katonai felhasználásra.

### AK–103–1
Rendőrségi és polgári piacra szánt félautomata változat.

### AK–103–2
Ezt a változatot ellátták egy külön hármas (3) sorozattal, amely a tűzváltó karon a sorozatlövés (AB) és az egyeslövés (ОД) között kapott helyet. Rendőrségi és polgári célra tervezték.

### AK–103N2
Az 1PN58 éjjellátó rögzítéséhez szükséges szereléksínnel ellátott változat.

### AK–103N3
Az 1PN51 éjjellátó rögzítéséhez szükséges szereléksínnel ellátott változat.

### AK–104
Rövidebb csővel ellátott karabély változat.

## Alkalmazók
- Etiópia - Az etiópiai Gafat Armament Engineering Complex gyártja a fegyvert.
- India - A haditengerészet speciális egységei használják a típust. Az orosz Izsmas cég tárgyalásokat folytat indiai privát cégekkel a fegyver gyártási jogainak eladásáról.
- Irán - Az iráni hadsereg egyes alakulatait fogják felszerelni az AK–103 gépkarabéllyal.
- Líbia - A polgárháború során mindkét oldal fegyveresei kezében látható volt több fényképen. A szóban forgó fegyverek AK–103–2 altípusúak.
- Namíbia - A namíbiai tengerészgyalogság használja.
- Oroszország - Különböző speciális rendőrségi és katonai alakulatok használják. Emellett az orosz hadsereg is használja kisebb számban.
- Pakisztán
- Panama - A rendőrség és a határőrség rendszeresítette.
- Szaúd-Arábia - A szaúdi hadsereg ejtőerős és különleges alakulatai használják.
- Venezuela - A venezuelai hadsereg alap lőfegyvere. A CAVIM gyártja licenc alapján 2012 óta, a hadsereg 2013-ban rendszeresítette a fegyvert.

## Fordítás
Ez a szócikk részben vagy egészben  az   AK-103 című angol Wikipédia-szócikk ezen változatának fordításán alapul.  Az eredeti cikk szerkesztőit annak laptörténete sorolja fel. Ez a jelzés csupán a megfogalmazás eredetét és a szerzői jogokat jelzi, nem szolgál a cikkben szereplő információk forrásmegjelöléseként.